# Хань Хуан

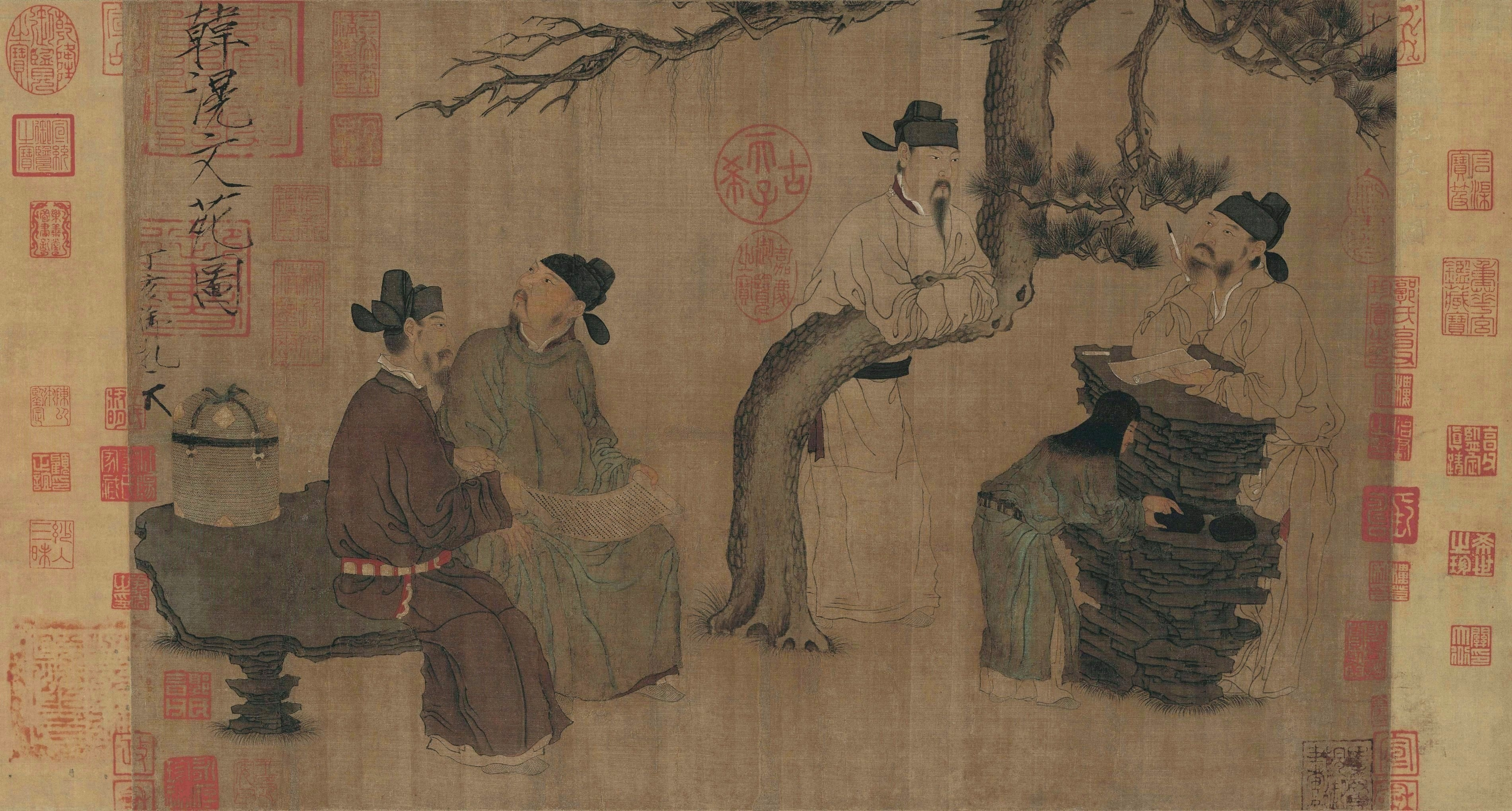
Хань Хуан. Сад ученых. VIII в. Гугун, Пекин.

Хань Хуа́н (кит. трад. 韓滉) (723—787) — китайский государственный деятель и художник.
Хань Хуан происходил из старинного чиновного рода, его предки числились на государственной службе со времен империи Хань. Семья художника жила в танской столице Чанъане, во времена правления императора Сюаньцзуна. В молодости Хань Хуану пришлось пережить бурные события, связанные с восстанием Ань Лушаня (755г). После того, как император Сюаньцзун бежал на юг, Ань Лушань предложил клану Хань Хуана перейти к нему на службу. Отец Хуана отказался, и примкнул к кронпринцу Ли Хэну, которого вскоре объявили императором Суцзуном (756—762). Однако Ань Лушань сумел захватить в плен семейство Хань, и казнить. Хань Хуану чудом удалось бежать.
Верность правящему дому и врождённые способности позволили ему сделать блестящую карьеру. Начав со скромных должностей при императоре Суцзуне, Хань Хуан, взрослея, и набираясь опыта, шёл по ступенькам карьерной лестницы. В правление императора Дайцзуна (762—779) он уже занимал несколько очень влиятельных должностей. К 771 году он дослужился до «министра учета», в его обязанности входил контроль за экономикой всего западного Китая. В этой должности он провёл серьёзную антикоррупционную кампанию. Суровые меры, к которым он прибег, побудили следующего императора Дэцзуна (780—805), доверить Хань Хуану несколько разных высоких должностей; он был министром по делам религии, префектом префектур Цзинь и Су, губернатором округа Чжэньхай (нынешний Чжэцзян) и т. д. Исторические анналы особо отмечают его мудрость, непреклонность, возвышенность помыслов и безупречность поведения. Во вверенных ему округах он учредил такие строгие порядки, что грабежи прекратились вовсе.
В 784 году из-за мятежа Чжу Ци император бежал из столицы. Хань Хуан, у которого была хорошо подготовленная армия, участвовал в наведении порядка, в частности, в военных действиях против другого мятежника — Ли Силе. В эти годы (780е) он был назначен правителем шести южных округов, командовал флотом в Цзянсу и Чжэцзяне, а также войсками ещё в четырёх областях Китая. После подавления беспорядков в 786 году он сопровождал императора Дэцзуна при его возвращении в столицу — Чанъань, из которой уже не выезжал до самой смерти. Благодарный Сын Неба пожаловал Хань Хуану должность главы императорского секретариата и титул князя Цзинь. Весной 787 года Хань Хуан скончался и был похоронен с большими почестями.
На досуге этот талантливый и разносторонний администратор занимался живописью. Живший век спустя автор трактата «Записи о прославленных художниках династии Тан» Чжу Цзинсюань с восторгом сообщает, что в своем увлечении искусством Хань Хуан был настолько последователен, что даже во время военной кампании против мятежников, когда он был обременен командованием баталиями и заботами о пополнении войск, «его кисть не изменила ни одному из шести законов живописного искусства». Тематика его произведений была самой разнообразной, вплоть до сценок из сельской жизни. Чжу Цзинсюань отмечает: «Знатоки говорят, что быков и ослов рисовать труднее всего, даром, что их видят чаще всего. Князь Цзинь достиг непревзойденного совершенства в этом искусстве».

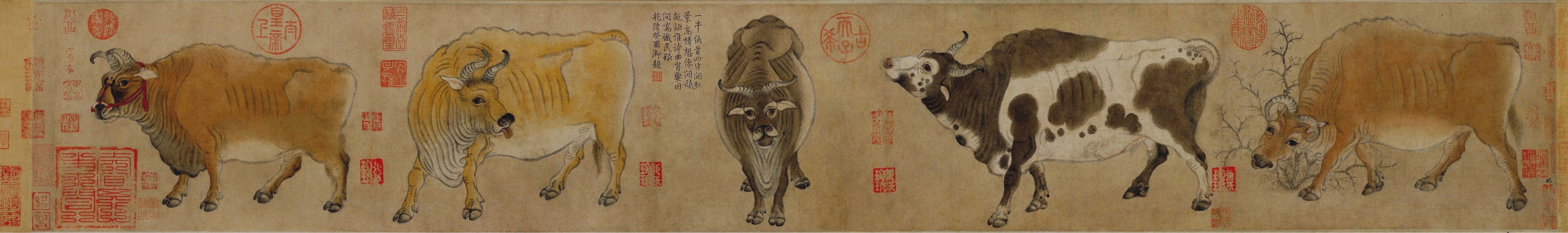
Хань Хуан. Пять Быков. VIII в. Гугун, Пекин.

Именно свиток с изображением пяти быков из пекинского Дворцового музея сегодня приводят в качестве примера творчества художника. Быки изображены в разных ракурсах, и характер каждого из них передан с большим мастерством. Другим произведением, которое связывают с именем Хань Хуана, является картина «Сад учёных» (Пекин, Гугун). На ней художник изобразил четверых ученых мужей и слугу, который приготавливает для них тушь. Картина очень лаконична, она передает дух древних возвышенных собраний китайских интеллектуалов. Ряд исследователей предполагает, что на ней изображен знаменитый ученый, каллиграф и художник периода Цзинь (265—420) Ван Сичжи (303—361) со своими единомышленниками; он сидит, устремив взгляд на стаю пролетающих гусей. Однако картина имеет и тайный смысл. "Иные многое читают,от духов иероглифы сосны,- не понимают". Впрочем, современные китайские ученые считают эту картину работой Чжоу Вэньцзюя, художника периода Пяти династий, полагая, что прежняя атрибуция была ошибкой, возникшей из-за надписи, которую сделал на свитке император Хуэйцзун. Согласно традиции, Хань Хуан в своем творчестве вдохновлялся произведениями Лу Таньвэя (ок. 440 −500), художника из государства У. Картины Хань Хуана в древние времена очень ценились среди коллекционеров. Тем более они ценны в наше время.